# Otto Braun
Otto Braun (28. ledna 1872 – 15. prosince 1955) byl německý sociálně demokratický politik, v letech 1920–1932 pruský ministerský předseda (s krátkými přestávkami). Po převzetí moci nacisty roku 1933 emigroval do Švýcarska, kde i zemřel.
Pocházel z Königsbergu v tehdejším východním Prusku, angažoval se v německé sociální demokracii. Od roku 1913 byl za ni poslancem pruského parlamentu, roku 1919 byl zvolen do německého parlamentu. Od března 1920 do dubna 1921, znovu v listopadu 1921 až únoru 1925 a opět od února 1925 do července 1932 stál v čele pruské vlády jako její předseda.
Roku 1925 se účastnil prezidentských voleb za sociální demokraty, v prvním kole získal 29 % hlasů a tím druhé místo za Karl Jarresem z Německé lidové strany (který měl 38,77 %). Do druhého kola voleb nastoupili Paul von Hindenburg jako nestranický kandidát pravice, Wilhelm Marx ze strany Centrum jako kandidát středu a levice – protože strana Zentrum odmítla podpořit Brauna, přestože ten v prvním kole získal více hlasů než Marx – a komunista Ernst Thälmann. Zvítězil Hindenburg.
V dubnu 1932 ve volbách do pruského parlamentu dosavadní vládnoucí koalice sociálních demokratů, Centra a demokratické strany ztratila většinu a nejvíce poslanců získala NSDAP, která však také nemohla sestavit většinovou vládu. Strany dosavadní vládní koalice levého středu totiž získaly pouze 163 mandátů, NSDAP 162, komunisté 57 a ostatní strany 41. Bez komunistů nebo nacistů nebylo možné vytvořit vládní většinu; ani první ani druzí však nebyli přijatelný koaliční partner ani pro dosavadní vládní strany ani pro sebe navzájem. Z toho vzniklá politická krize trvala do července, kdy německý ministerský předseda Franz von Papen Braunovu vládu sesadil a převzal moc v Prusku. Braun a sociální demokracie se bez odporu vzdali moci, přestože Papenovo jednání nebylo zcela legální a Papenova vláda sama neměla podporu většiny německého parlamentu a vládla prostřednictví dekretů prezidenta Hindenburga.
Roku 1933 Braun emigroval do Švýcarska.